# 西川りゅうじん
西川 りゅうじん（にしかわ りゅうじん、本名：西川 隆尋（にしかわ りゅうじん）、1960年10月20日 - ）は、日本のマーケティングコンサルタント。商業開発研究所株式会社レゾン代表取締役所長。

## プロフィール
兵庫県神戸市出身。大阪教育大学附属池田小学校、同中学校、同高校を経て、1984年一橋大学経済学部卒業、1986年一橋大学法学部卒業。
大学在学中にマーケティング・プランニング・プロデュースの事務所を設立し、卒業時に既に年商が1億円を超えていた。
1980年代にソニーのウォークマン販売促進、1990年代にジュリアナ東京のPRを行う等して注目を浴びる。バブル期前後のころは、恋愛や購買、若者風俗の現象を分析して「アッシー」、「メッシー」などの流行語を造語し、そうして名づけた現象を逆に世間に広めたことでも知られる。流行の分析のみならず流行を作り出すトレンドメーカーとして広告代理店、マスメディアや企業からの信頼も厚かった。
その後は、現在まで主に各省庁の諮問委員会などの委員として重用されている。その他の造語に「ジモティ」、「コヤジ」（いつまでも若々しいオヤジ）、「コジャレた」、「コバラが減った」、「あんパン化現象」（人口の都心回帰現象）などがある。
またつくばエクスプレス沿線地域PRスーパーバイザーを務め、つくばエクスプレス開業にあたって、つくばを「とかいなか」と称したのも西川である。
2005年の愛・地球博ではモリゾーとキッコロのキャラクター審査員を務めた。その他クリスタ長堀、東京ベイサイドスクエア、京都駅ビル、六本木ヒルズ、表参道ヒルズ、上海ヒルズ、コレド日本橋、三井本館、上海凱旋門大厦等のコンセプト立案に参画。
マーケティングコンサルタントとして施設プロデュースや業態開発、商品開発、イベント、町おこしや遊休地活性化などの企画プロデュースを行う他、拓殖大学客員教授や、一橋大学、東京工業大学、早稲田大学、津田塾大学、甲南大学の非常勤講師も務める。
インタビューで「ほとんど国際ドサ回り状態で住所不定」と答えたことがある。1年の3分の1は海外（アメリカ、ヨーロッパ、中華人民共和国、アジア）で、3分の1は東京で生活。地方に行くことも多い。実家は神戸市。事務所は上目黒、代官山町、池袋、神田、自由が丘等にある。大阪には父が創業し、弟が社長を務める会社がある。

## 略歴
- 1960年兵庫県神戸市出身、祖父は奈良、母方は京都
- 1973年大阪教育大学附属池田小学校卒業
- 1976年大阪教育大学附属池田中学校卒業
- 1979年大阪教育大学附属高等学校池田校舎卒業

高校時代はバンド活動に打ち込む。
- 1984年一橋大学経済学部卒業（関恒義ゼミナール幹事）
- 1986年一橋大学法学部卒業（野林健ゼミナール幹事）

大学在学中にマーケティング・プランニング・プロデュースの事務所を設立し、卒業時の年商は1億円を超えていた。
その他大学在学中は学内誌一橋マーキュリー部長、一橋祭運営委員会副委員長、ローターアクトクラブ国立支部長、文部省主催「国際青年の村」グループリーダー、日本青年会議所主催「JC青年の船」団員を務め、外務省のサンフランシスコ講和条約30周年の記念論文に応募し入賞（審査委員長細谷千博）するなどした。一橋マーキュリーの先輩には田中康夫（作家、参議院議員）、杉山隆男（ノンフィクション作家）、三浦展（マーケティング･アナリスト）等がいた。また全国の大学のメディア系クラブの連合体のキャンパス・リーダース・ソサエティの初代代表幹事を務め、宇野康秀（USEN社長）らとキャンパス・バンケットという交流会を開催した。

## 役職
- 平城遷都1300年記念事業協会評議員
- 経済産業省新エネルギー普及委員
- 長野県スキー再興戦略会議メンバー
- 兵庫県広報アドバイザー
- 兵庫県21世紀ナビゲーターズ委員
- 千代田区街づくり懇談会委員
- 国土庁首都機能移転検討委員会専門委員
- 鹿児島県本格焼酎マーケティング研究会座長
- 拓殖大学客員教授
- 秋田県ストアデザインコンペティション審査委員長
- 奈良県観光PR大賞審査委員長・みやげもの大賞審査委員長
- クリスタ長堀商業開発プロデューサー
- Japan Expo大賞審査員
- 国土交通省ユーザーの視点に立った道路工事の改善マネジメント委員
- 日本道路公団IT時代における高速道路のあり方に関する検討委員
- 東京モーターショーオフィシャルリポーター
- 財団法人日本ウエルネス協会評議員
- 社団法人コンピュータエンターテインメント協会日本ゲーム大賞アカデミー委員
- 読売広告大賞審査員
- 茨城県つくば田園都市推進会議アドバイザー
- 千代田区街づくり懇談会委員
- 武蔵野市吉祥寺グランドデザイン委員
- 愛知県武将のふるさと愛知軍師
- 大分合同新聞社豊の国かぼす特命大使
- 鹿児島県薩摩大使
- 内閣府沖縄県離島活性化美ら島ブランド委員会委員
- 岐阜県ソフトピアジャパンメディアプラザ企画検討委員
- 神奈川県KSPマルチメディアデジタルコンテストCD-ROM部門審査委員長
- 経済産業省ヒューマンメディア委員
- 日本計画行政学会政策評価研究会メンバー
- 2005年日本国際博覧会誘致委員
- 大阪青年会議所アドバイザー
- 京都商工会議所アドバイザー

等。